# Aba von Kaschkar
Aba von Kaschkar, auch Aba II., war ein syrischer Politiker und ein Autor des ausgehenden 6. Jahrhunderts und beginnenden 7. Jahrhunderts.
Aba gehörte der assyrischen Kirche des Ostens an, war in Philosophie, Astronomie sowie Medizin sehr bewandert und verfügte am Hofe des Sassanidenkönigs Chosrau II. über gute Verbindungen. Aba war unter anderem für Chosrau II. als Gesandter beim byzantinischen Kaiser Maurikios tätig. Mit seinen Kontakten am persischen Hof konnte er seiner Kirche erhebliche Dienste leisten.
Auf literarischem Gebiet war er vor allem durch Übersetzungen in die syrische Sprache sowie mit Kommentaren etwa zur Logik des Aristoteles tätig.